# ロンバー・オディエ
ロンバー・オディエは、1796年に設立されたスイスのプライベートバンクである。スイス及びヨーロッパにおいて主要なプライベートバンクの一つであり、スイス・プライベートバンカー協会に所属する12行のうちの一つである。
スイスを中心に世界中で事業を行っており、世界17カ国の24ヶ所にオフィスを持つ。日本では1999年から事業を行っており、東京オフィスは六本木1丁目にある。
運用資産総額は約1500億スイスフランであり、スイスのプライベートバンクの中では最大規模。
2013年1月、2014年1月から無限責任のパートナーシップ制から有限責任の株式会社へと転換することが発表された。同様の発表をしたピクテ銀行と共に、200年以上続いた無限責任のパートナーシップ制を放棄する事になった。

## 事業
富裕層である顧客に対して、資産の管理・運用のための助言、税務や法律に関する相談、資産相続への助言、遺言執行など様々なサービスを提供している。（プライベート・バンキング）

## ファミリー・ビジネス
創業の1796年より家族経営で経営されており、現在のパートナーたちは7世代目である。現在、8人のパートナーによって経営されており、パートナーはロンバー家、オディエ家、ダリエ家、ヘンチ家などの人々によって構成されている。

## オフィスの所在地
世界17カ国の24ヶ所にオフィスを持つ。
- ヨーロッパ：イギリス、オランダ、スイス、スペイン、チェコ、ドイツ、フランス、ベルギー、ルクセンブルク、ロシア
- アメリカ：カナダ、バハマ、バミューダ
- 中東：アラブ首長国連邦
- アジア：日本、シンガポール、香港

## 歴史[6]
ジュネーヴで一番古いプライベートバンクであるとともに、1796年の創業からスイスの金融史において大きな役割を果たしている。
- 1796 アンリ・ヘンチがハイ・ヘンチ社を創業する。（絹織物の商社として事業が始まる）
- 1798 アンリ・ヘンチとジェーン・ロンバーがヘンリー・ヘンチ＆ロンバー銀行を設立する。
- 1800 鉱業に出資する。
- 1857 スイスのジュネーヴ証券取引所の共同創業者となる。（スイスで最初に設立された証券取引所であり、スイス証券取引所の前身の一つ）
- 1872 パートナーの ジェームズ・オディエとジュール・ダリエ・レイによってジュネーヴの最初の生命保険会社「La Genevoise」が設立される。（スイス最大の保険会社であるチューリッヒ保険の前身の一つ）
- 1880 スイスの鉄道への出資に参加する。
- 1907 スイス国立銀行の共同創業者となる。（スイスの中央銀行）
- 1950 投資信託の事業を始める。
- 1951 スイス国外に最初のオフィスを設立する。（カナダのモントリオール・オフィス）
- 1999 日本の東京オフィスを開設する。